# Bussning (mekanik)
Bussning (eng. bushing) är rörformade mekaniska detaljer av olika slag, som fyller utrymmet mellan en större och en mindre diameter. Både ytter- och innerdiameter är således viktiga. 

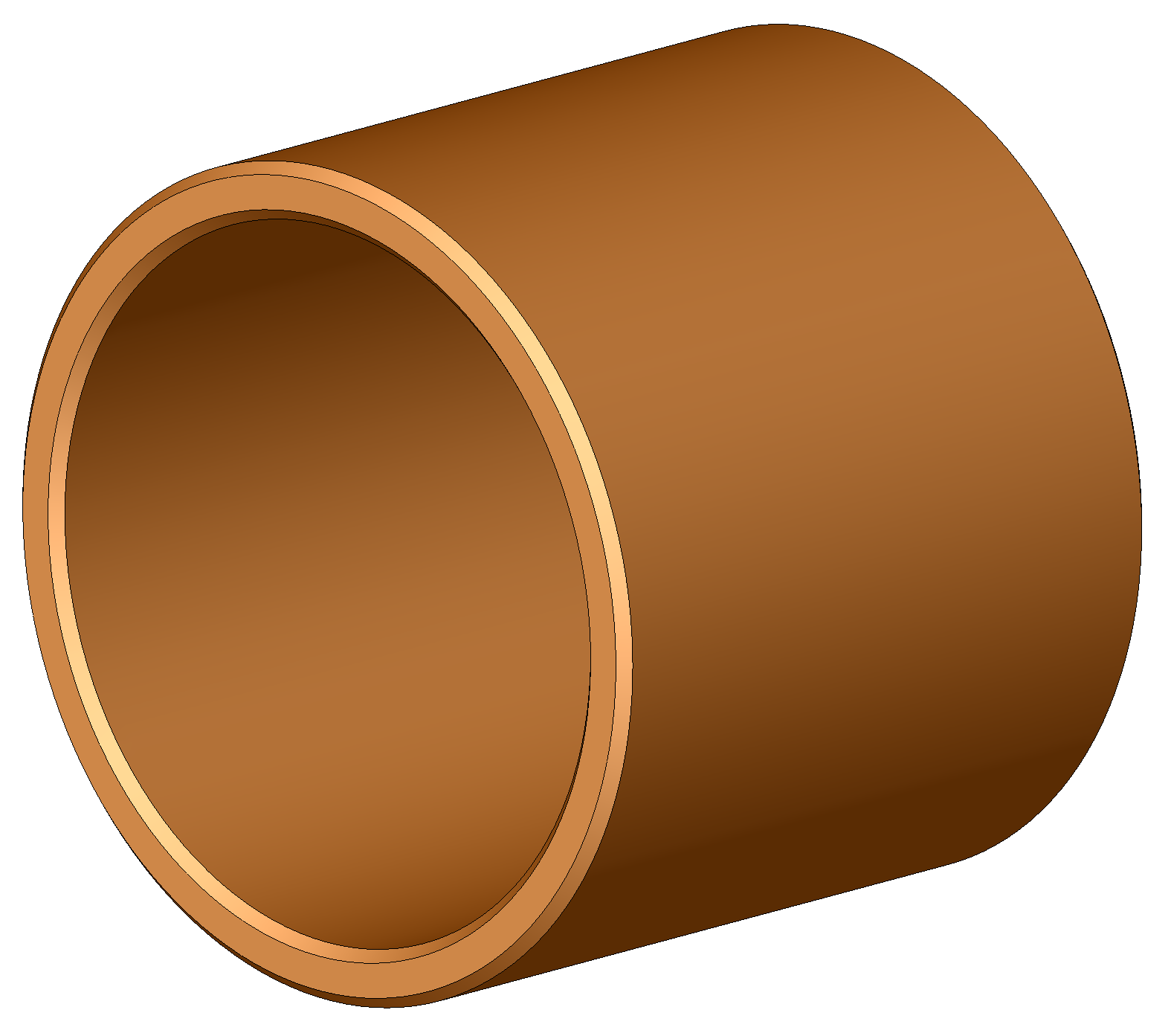
Enkel hylsformad bussning

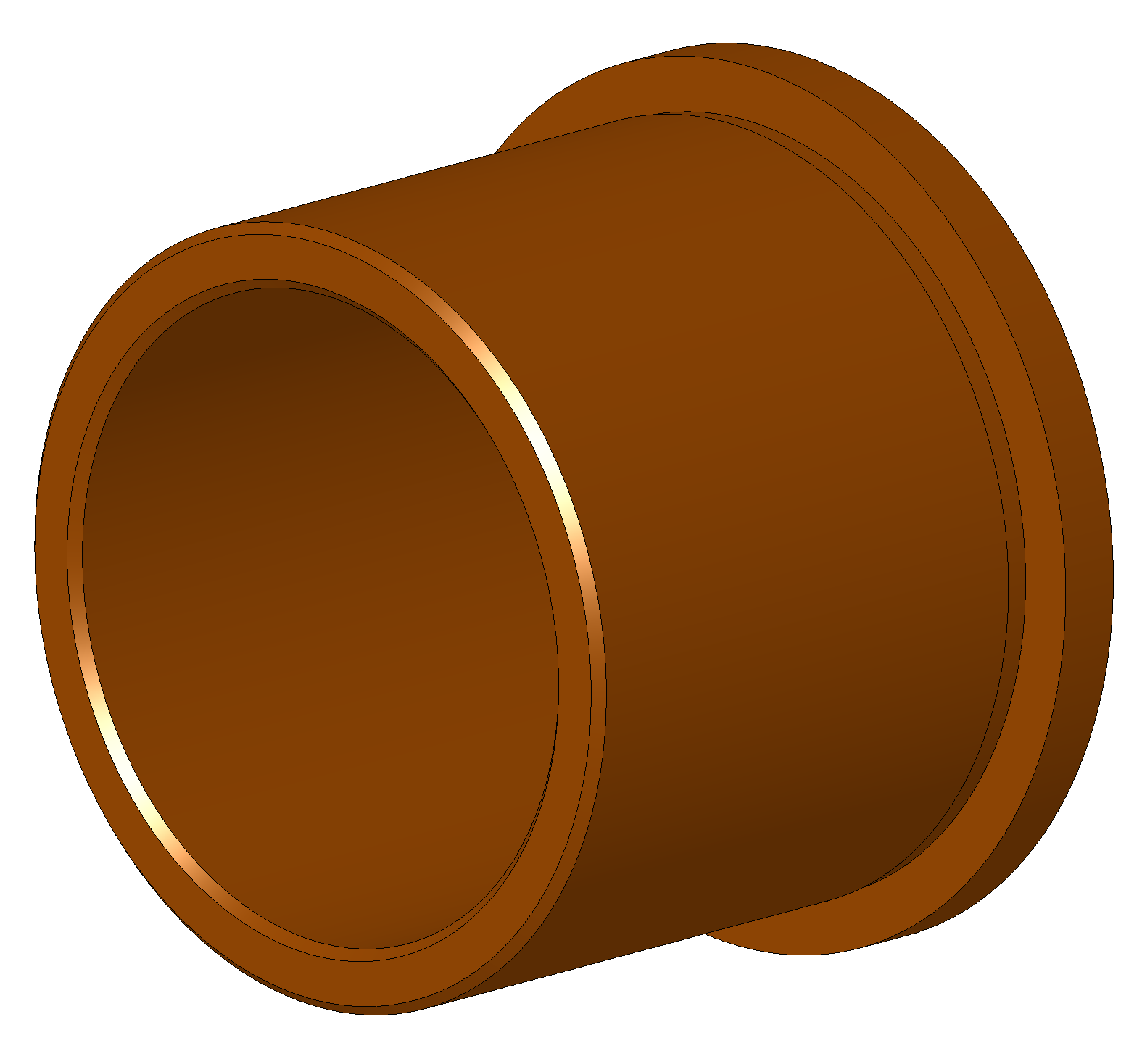
Bussning med fläns

## Till axlar
Den kanske vanligaste användningen är som glidlager, där bussningen sitter mellan en roterande axel och dess fasta axelhål, eller mellan en fast axeltapp och en roterande skiva. Det finns flera olika material, till exempel oljebrons, som gör ett sådant lager självsmörjande. En bussning kan även vara till för att en maskindel ska kunna glida utefter en stång.
En bussning kan också komma till användning för att helt enkelt fylla ut ett mellanrum, till exempel om en axel behöver monteras i ett rull- eller kullager med för stort centrumhål. I den konstruktionen är det lagret som ser till att rotationen sker med minsta möjliga friktion, medan bussningen inte rör sig i förhållande till omgivande detaljer.

## Andra användningar
I rörinstallationer (VVS) handlar det i stället om övergångar från en rördimension till en annan; sådana bussningar brukar således vara gängade både ut- och invändigt och är inte avsedda att rotera, när de väl har monterats. 
Det finns även till exempel gummibussningar, vars syfte är att ta upp vibrationer och hindra dem att sprida sig vidare i konstruktionen. Tidigare användes också porslinsbussningar som isolering när en elektrisk ledning skulle dras genom t.ex. en trävägg.
En besläktad detalj är en distans, en hylsa som är till för att hindra en rörelse i axelns längdriktning. Här är det således hylsans längd, snarare än ytterdiametern, som är viktig.